# Contatore
In generale un contatore è un dispositivo che memorizza (o a volte visualizza) il numero di volte che un particolare evento o processo si verifica, oppure la quantità di una sostanza solida, liquida o gassosa che transita sotto il suo controllo. Il dispositivo può essere meccanico, elettromeccanico, o elettronico; in quest'ultimo caso viene impegnata una componentistica digitale la quale utilizza una base di tempo come segnale primario. Questi dispositivi possono lavorare in due modi:
- in progressione, nel quale il valore è incrementato
- in regressione, nel quale il valore è decrementato (e si usa il termine corrente di decontatori)

## Contatore meccanico

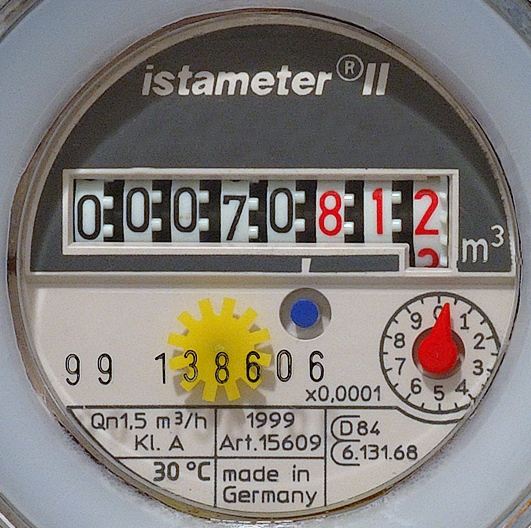
Contatore dell'acqua.

Il contatore meccanico è un meccanismo a ruote decadiche, la meno significativa delle quali è azionata più o meno direttamente dallo spostamento di un arpionismo o di altro meccanismo. Ha innumerevoli applicazioni quotidiane, come ad esempio:
- I contatori d'acqua, applicazione di un misuratore di portata, strumento concettualmente analogico al contatore meccanico propriamente detto, mediante un sistema di trasformazione del moto continuo in discontinuo come una croce di Malta.
- Gli odometri inclusi nei quadri di bordo delle automobili, in cui la sorgente del segnale è ancora analogica (rotazione di un albero solidale all'albero di trasmissione), e in cui ancora il contatore è costituito dal gruppo di ruote decadiche.

Da applicazioni come le precedenti deriva il nome di totalizzatore o integratore impropriamente usato per il contatore, che di questi è la parte terminale.

## Contatore elettronico
È uno strumento di misura impiegato per la misura di tempo e frequenza in campo elettronico. Viene definito anche frequenzimetro, può svolgere anche la funzione di cronometro. La visualizzazione della misura è effettuata su un display a più cifre.